# Йорен (вилает Балъкесир)
Йорен (на турски: Ören), транскрибирано също като Юрен, е село в Турция, Мала Азия, вилает (област) Балъкесир, илче (околия) Баля.

## История
През XIX век Юрен е сред селата на малоазийските българи.
Има 15 къщи с 95 жители към 1914 г. Българското му население се изселва през 1914 година.

## Личности
Починали в Йорен
- Сюрея Юсуф (1923 – 1977), югославски учен (тюрколог)[2] от Велес